# Challenge Airlines BE
Challenge Airlines (BE) S.A., fondata come ACE Air Cargo Europe e nel 2018 rinominata ACE Belgium Freighteres, è una compagnia aerea tutto-merci con sede all'aeroporto di Liegi. Il vettore opera servizi in tutta Europa, America, Asia, Medio Oriente e Africa. Con la precedente denominazione Challenge Airlines ha avviato le operazioni di servizio a metà del 2019.

## Storia
La società risale al 1976, quando il predecessore, CAL Cargo Airlines, iniziò a volare dall'aeroporto Ben Gurion di Tel Aviv, in Israele, trasportando prodotti agricoli in Europa. Man mano che si espandeva, la società apriva e ingrandiva la base di Liegi, in Belgio.
Eshel Heffetz, ex pilota dell'aeronautica militare, economista e laureato all'Università di Tel Aviv, ha fondato la moderna Challenge Airlines nell'aprile 2017 sfruttando quanto rimaneva di ACE Belgium Freighteres. Ancora con il precedente nome otteneva il COA easattamente due anni più tardi. Nel luglio 2019 la società avviava servizi per gli Stati Uniti e, nel settembre 2020, verso la Cina.
CAL Cargo Airlines e Challenge Airlines sono state integrate nel Challenge Group nel giugno 2020. Nel 2022, CAL Cargo Airlines è stata rinominata Challenge Airlines IL.
La società controlla un'affiliata con sede a Malta denominata Challenge Airlines MT, che ha ricevuto il certificato di operatore aereo nel novembre del 2022. Ha effettuato il primo volo alla fine del mese.
Challenge Airlines si sta concentrando in particolare sull'espansione della propria presenza nel modello di business sea-to-air, con particolare attenzione al mercato degli Emirati Arabi Uniti. È stata usata come appaltatore per i ministeri israeliani degli affari esteri, della salute e della difesa.

## Flotta
A tutto l'aprile 2024 la flotta di Challenge Airlines era così composta: